# Durdat-Larequille
Durdat-Larequille – miejscowość i gmina we Francji, w regionie Owernia-Rodan-Alpy, w departamencie Allier.

## Demografia
Według danych na rok 1990 gminę zamieszkiwało 1139 osób, a gęstość zaludnienia wynosiła 47 osób/km². W styczniu 2015 r. Durdat-Larequille zamieszkiwało 1409 osób, przy gęstości zaludnienia wynoszącej 58,2 osób/km².